# Fatboy Slim
Норман Квентин Кук (енгл. Norman Quentin Cook; Бромли, 31. јул 1963), познат као Fatboy Slim (транскр.  Фатбој Слим), британски је ди-џеј. Популаризовао је жанр биг-бит током 1990-их.

## Биографија
Рођен је 31. јула 1963. у Бромлију. Најмлађе је од троје деце. Његова породица припада реду осмон.

## Дискографија
Студијски албуми
- (1996)
- (1998)
- (2000)
- (2004)